# Prevotella bivia
Espèce
Prevotella bivia est une espèce de bactéries gram-négatif de la famille des Prevotellaceae. C'est l'une des causes d'annexite (maladie inflammatoire pelvienne).
D'autres Prevotella spp. participent au microbiote buccal et au microbiote vaginal, et d'autres encore sont impliquées dans certaines infections anaérobies des voies respiratoires. Ces infections comprennent la pneumopathie d'inhalation, l’abcès pulmonaire, l’empyème pulmonaire, et également dans certaines otites moyennes chroniques et sinusites. D'autres espèces ont été isolées à partir d'abcès et de brûlures à proximité de la bouche, de morsures, de paronychies, d'infections des voies urinaires, d'abcès cérébraux, d'ostéomyélites et de bactériémies associées à des infections des voies respiratoires supérieures. Les Prevotella spp. prédominent dans les maladies parodontales et les abcès parodontaux. Le genre comprend également des bactéries intestinales. Les espèces de Prevotella dominent dans les régimes alimentaires riches en fibres et à base de plantes.
Les espèces de Prevotella présentes chez l'être humain isolées de différents sites corporels ont été comparées génétiquement entr elles afin d'identifier des gènes spécifiques.

## Taxonomie
Le nom correct complet (avec auteur) de ce taxon est Prevotella bivia (Holdeman (d) & Johnson (d), 1977) Shah (d) & Collins (d), 1990.
L'espèce a été initialement classée dans le genre Bacteroides sous le protonyme Bacteroides bivius Holdeman & Johnson, 1977.
Prevotella bivia a pour synonyme :
- Bacteroides bivius Holdeman & Johnson, 1977

### Étymologie
L'étymologie du nom spécifique de P. bivia est la suivante : bi.vi.a. L. fem. adj. bivia, qui a deux voies ou passages, ce qui correspond aux activités saccharolytiques et protéolytiques de l'espèce.

### Publications originales
- Sous le taxon actuel de Prevotella bivia :
  - (en) Haroun N. Shah et David M. Collins, « Prevotella, a new genus to include Bacteroides melaninogenicus and related species formerly classified in the genus Bacteroides », International Journal of Systematic Bacteriology, vol. 40, no 2,‎ 1er avril 1990, p. 205-208 (ISSN 0020-7713, 1465-2102 et 1070-6259, PMID 2223612, DOI 10.1099/00207713-40-2-205, lire en ligne). [7]
- Sous le protonyme Bacteroides bivius :
  - (en) Lillian V. Holdeman et J. L. Johnson, « Bacteroides disiens sp. nov. and Bacteroides bivius sp. nov. from Human Clinical Infections », International Journal of Systematic Bacteriology, vol. 27, no 4,‎ 1er octobre 1977, p. 337–345 (ISSN 0020-7713, 1465-2102 et 1070-6259, DOI 10.1099/00207713-27-4-337, lire en ligne). [8]